# Cosmotriche discitincta
Cosmotriche discitincta är en fjärilsart som beskrevs av Alfred Ernest Wileman 1914. Cosmotriche discitincta ingår i släktet Cosmotriche och familjen ädelspinnare. Inga underarter finns listade i Catalogue of Life.

## Bildgalleri

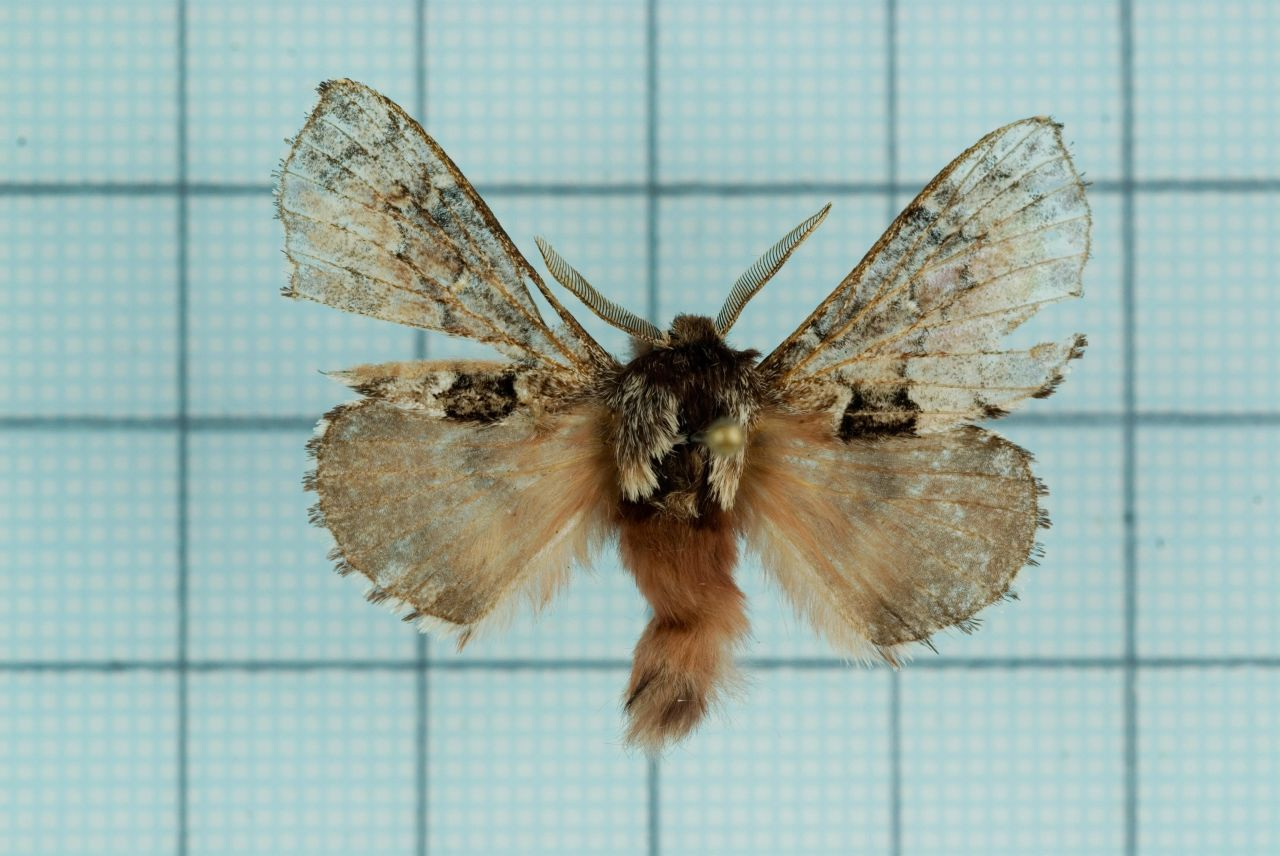
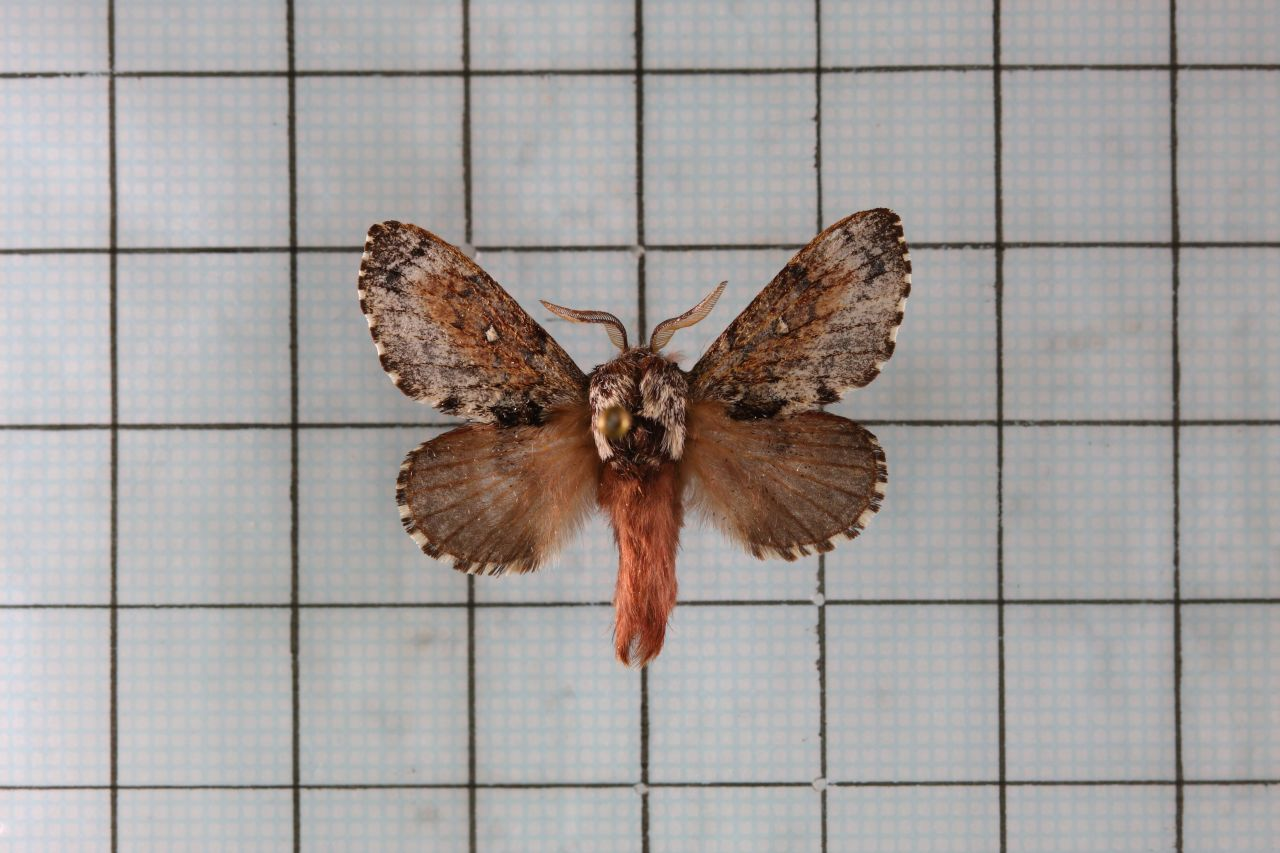
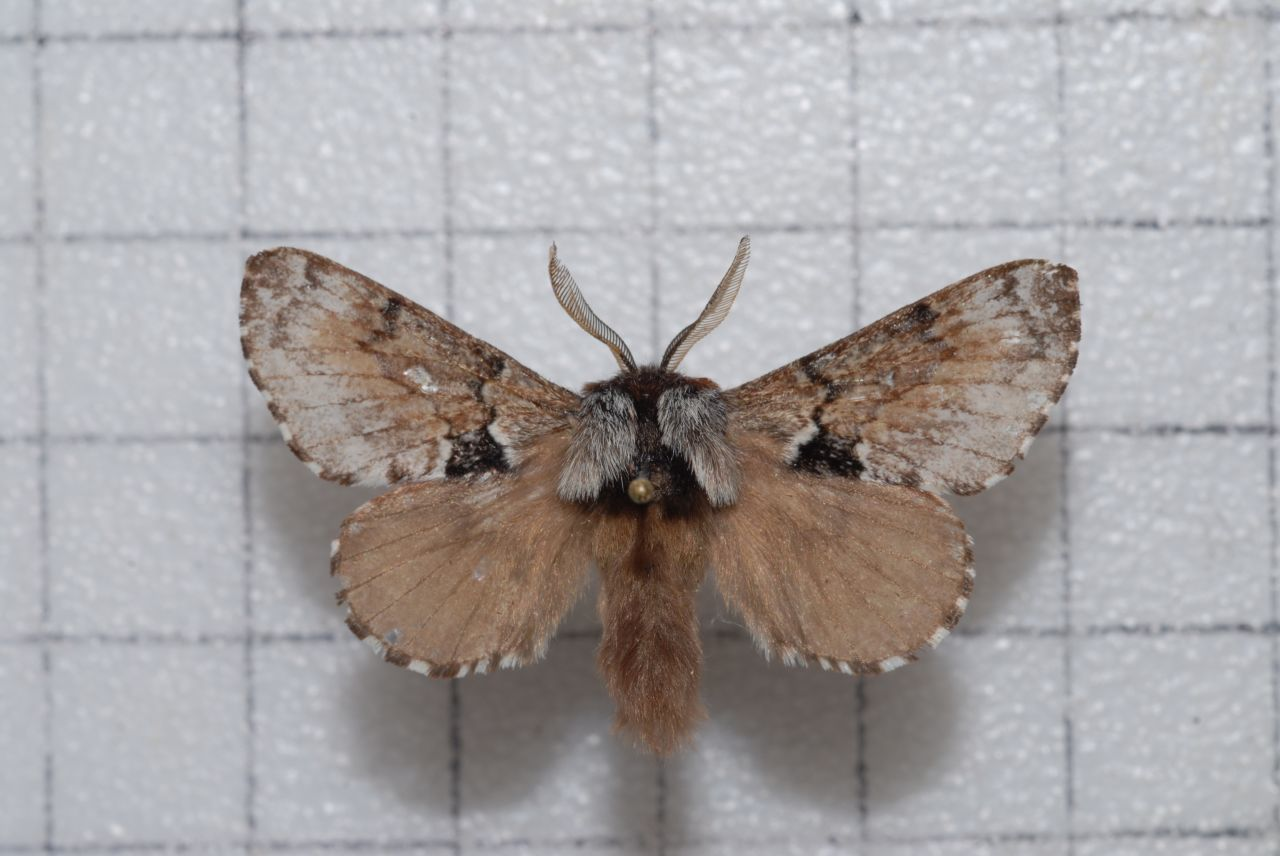
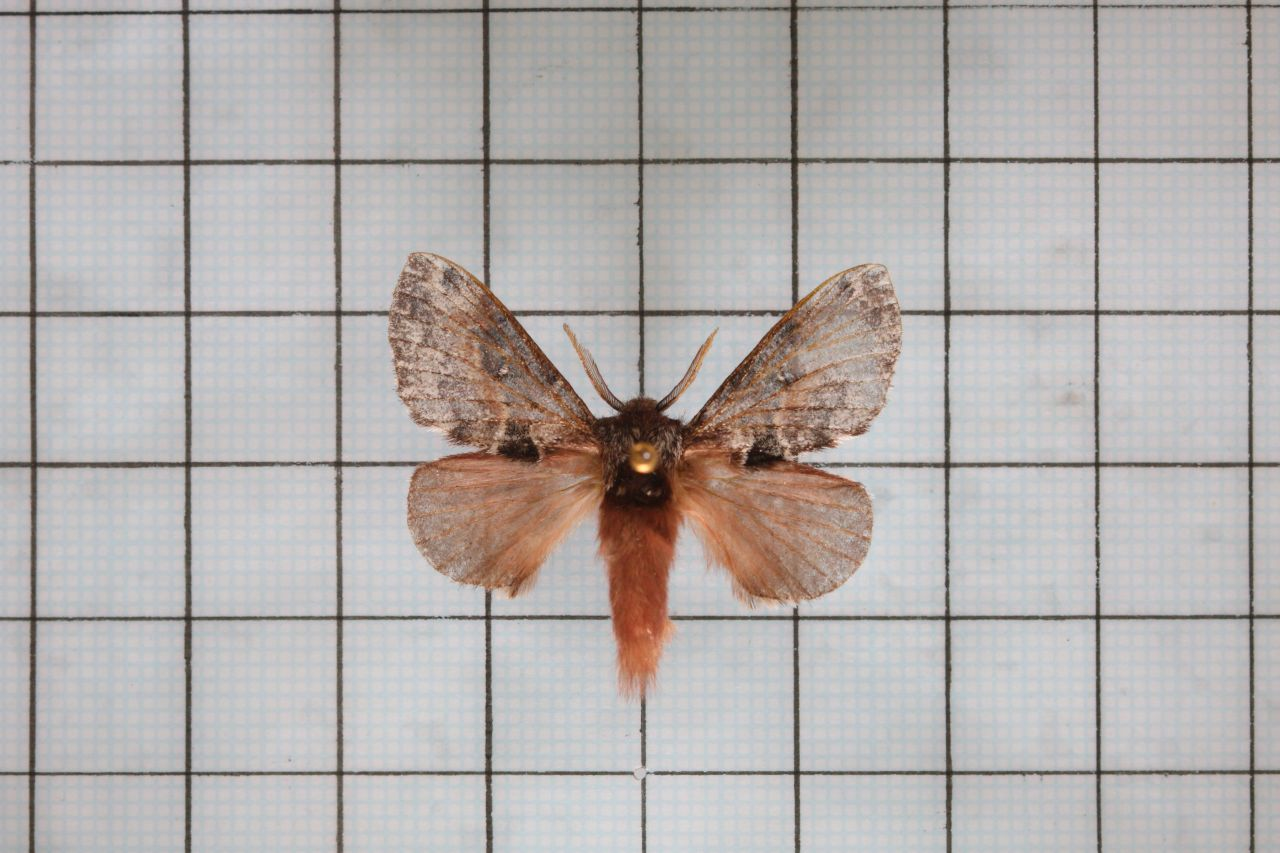
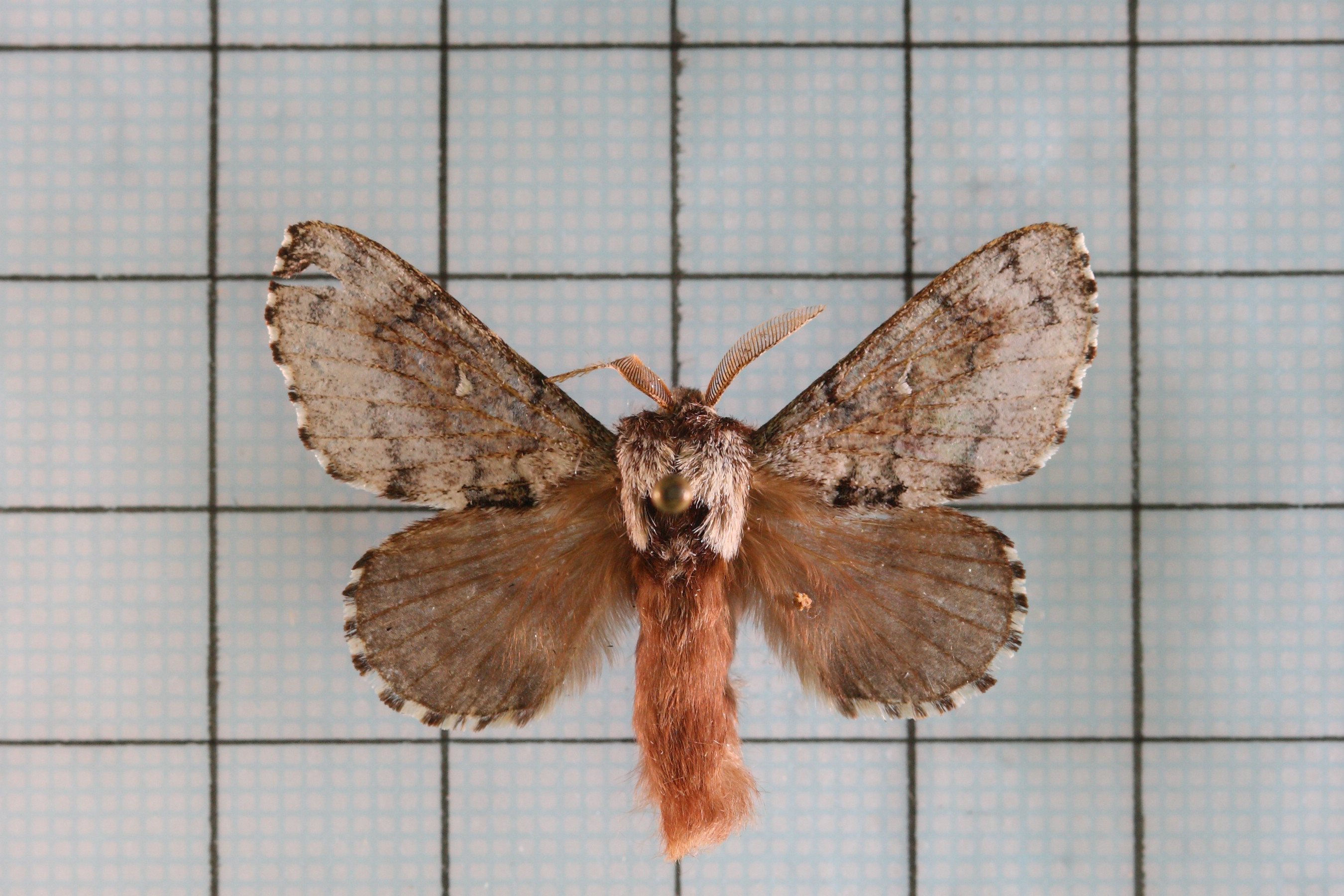